# بیماری منتهی به مرگ (مانگا)
بیماری منتهی به مرگ (ژاپنی: 死に至る病 هپبورن: Shi ni Itaru Yamai) یک مجموعه مانگا ژاپنی است که توسط هیکارو آسادا نوشته شده و تاکاهیرو سه‌گوچی طراحی آن را بر عهده داشته‌است. این مجموعه توسط انتشارات هاکوسنشا بین ماه‌های مارس و دسامبر ۲۰۰۹ در مجلهٔ یانگ انیمال به چاپ رسید، و فصل‌های آن در دو جلد تانکوبون جمع‌آوری شد. عنوان این مانگا برگرفته از کتاب فیلسوف دانمارکی سورن کی‌یرکگور به نام بیماری منتهی به مرگ است که به‌وسیلهٔ شخصیت کازوما فوتابا در نقاط مختلف مانگا استفاده شده‌است.